# 東南亞足協超級聯賽
東南亞足協超級聯賽（ASEAN Super League）是一項東南亞地區一年一度的足球球會賽事，由東南亞足球協會主辦，首屆賽事會於2015年舉行。

## 參賽國家球隊
8 個國家會參與這項賽事。
- 澳洲（2 隊）
- 馬來西亞（2 隊）
- 新加坡（2 隊）
- 泰國（2 隊）
- 越南（2 隊）
- 印尼（2 隊）
- 菲律賓（2 隊）
- 緬甸（2 隊）

其他參賽國家球隊
因應澳洲球隊實力較其他國家為高，該國或者會拒絕派隊參賽，以維持一個合理競爭性。因而老撾、柬埔寨、汶萊和東帝汶或會派隊參賽。
- 老撾（1 隊）
- 柬埔寨（1 隊）
- 汶萊（1 隊）
- 東帝汶（1 隊）

## 賽制
東南亞足協超級聯賽比賽形式與一般國內聯賽制度相約。每個東南亞國家會派出 2 隊出戰，參賽球隊會以循環賽模式角逐。賽事並不設任何升級或降級制度。